# Roman Rabl
Roman Rabl est un skieur handisport autrichien, né le 11 juin 1991 à St. Johann in Tirol.

## Palmarès

### Jeux paralympiques
| Épreuve / Édition | Sotchi 2014 | Pyeongchang 2018 |
| ----------------- | ----------- | ---------------- |
| Descente          | 4e          |                  |
| Super-G           | DNF         |                  |
| Slalom géant      | Bronze      |                  |
| Slalom            | Bronze      |                  |
| Super combiné     | Bronze      |                  |